# Filicium longifolium
Filicium longifolium là một loài thực vật có hoa trong họ Bồ hòn. Loài này được (H.Perrier) Capuron mô tả khoa học đầu tiên năm 1969.